# Knochenstück von Ødemotland
Das runenbeschriftete Knochenstück von Ødemotland in Hå im Fylke Rogaland in Norwegen ist ein zur Gruppe der Kleinfunde mit Runenbeschriftung gehörender Grabfund.
1886 erwarb das Museum in Bergen das Knochenstück und eine Urne. 1891 wurde im Hügel, aus dem die Funde stammten, eine Nachgrabung vorgenommen. Gefunden wurden Fragmente eines Henkelgefäßes, ein Kamm, verbrannte Knochen, eine Knochenschiene, Rostklümpchen sowie ein umgelagertes steinzeitliches Werkzeug. Unter Vorbehalt können die Funde von einer einzigen Bestattung stammen.

## Beschreibung
Von dem 9,7 cm langen, gebogenen Objekt aus Tierknochen ist ein Ende abgebrochen. Die Dicke am intakten Ende beträgt 1,5 cm. Sie nimmt in Richtung des abgebrochenen Endes ab. Das zwei Schrägflächen besitzende Objekt wurde durch Feuereinwirkung kalziniert.
Wie beim Analogien aufweisenden Amulett von Lindholmen in Schweden wurden auf den Schrägen Runen angebracht, die gegeneinander stehen, wobei die Zeilen gegenläufig verlaufen. Die Inschriften sind durch Doppellinien eingerahmt. Auch in Ødemotland wurden (wie bei Lindholmen) viele Runen mehrmals geritzt. Am Originalende und am abgebrochenen Ende des Fragments sind in einem spitzen Feld auf beiden Seiten Dekors zu finden.
Neben Analogien zum Amulett von Lindholmen zeigen sich beim Knochenstück von Ødemotland auch Ähnlichkeiten zu den Moorfunden von Kragehul in Dänemark. Das 1750 dort gefundene Knochenstück ging aber inzwischen verloren. Aus Norwegen sind 18 mit Runen beschriftete Kleinfunde bekannt.
Zur Datierung wurde von Haakon Shetelig (1877–1955) die Verzierung herangezogen. Sie gehört dem entwickelten Tierstil an. Die jüngere Forschung nimmt eine Einordnung  ins fortgeschrittene 6. Jahrhundert vor. Das Henkelgefäß und der Kamm, die zwischen dem 4. und dem 6. Jahrhundert entstanden sein könnten, widersprechen der Datierung nicht, doch im Falle der Keramik bedarf es einer getrennten Betrachtung.
Weder das Fundstück noch das Gräberfeld deuten auf ein kulturell bedeutendes Milieu. Ødemotland hatte gegenüber markanteren Fundgebieten (z. B. Tu in Sola) eine nachrangige Position.